# Octave Chanute
Octave Chanute (ur. 18 lutego 1832 w Paryżu, zm. 23 listopada 1910 w Chicago) – amerykański inżynier, wynalazca oraz pionier lotnictwa, pochodzenia francuskiego. Budował szybowce, w których zastosował konstrukcję dwupłatową o sztywnej konstrukcji płatów, sterowany ruchomymi lotkami w ogonie. W 1896 na piaszczystych wydmach zachodniego brzegu jeziora Michigan grupa pasjonatów szybownictwa pod kierunkiem Chanute'a wykonała ponad tysiąc lotów - najdłuższy trwał 48 sekund.
Chanute z wykształcenia był inżynierem transportu kolejowego. Zaprojektował i zbudował wiele mostów w Stanach Zjednoczonych, między innymi Kansas City Bridge. Zajmował się też teorią lotnictwa. Dokonał wielu wynalazków w dziedzinie awiacji. Swoją pomocą i radą wspierał braci Wright.

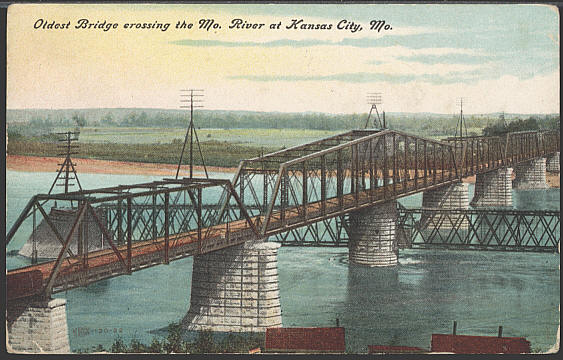
Kansas City Bridge na pocztówce z 1908 roku